# Paris-Manhattan
Pour plus de détails, voir Fiche technique et Distribution.
Paris-Manhattan est un film français de Sophie Lellouche, sorti le 18 juillet 2012, avec la participation de Woody Allen.

## Synopsis
Une belle jeune fille juive, Alice, pharmacienne, a un problème : elle est célibataire. Se réfugiant dans sa passion pour Woody Allen, elle résiste comme elle peut à la pression familiale. Mais elle rencontre Victor.

## Fiche technique
- Titre : Paris-Manhattan
- Réalisation : Sophie Lellouche
- Musique : Jean-Michel Bernard
- Photographie : Laurent Machuel
- Montage : Monica Coleman
- Production : Étienne Comar, Philippe Rousselet[2]
- Durée : 77 minutes
- Dates de sortie :
  - Australie : 2 avril 2012 (Festival du film français)[3]
  - France : 19 juillet 2012

## Distribution
- Patrick Bruel : Victor
- Alice Taglioni : Alice
- Marine Delterme : Hélène
- Louis-Do de Lencquesaing : Pierre
- Michel Aumont : le père
- Marie-Christine Adam : la mère
- Yannick Soulier : Vincent
- Margaux Chatelier : Laura
- Arsène Mosca : Arthur
- Gladys Cohen : Mme Gozlan
- Woody Allen : lui-même
- Jacques Ciron : le bâtonnier
- Jacques Herlin : le vieil homme

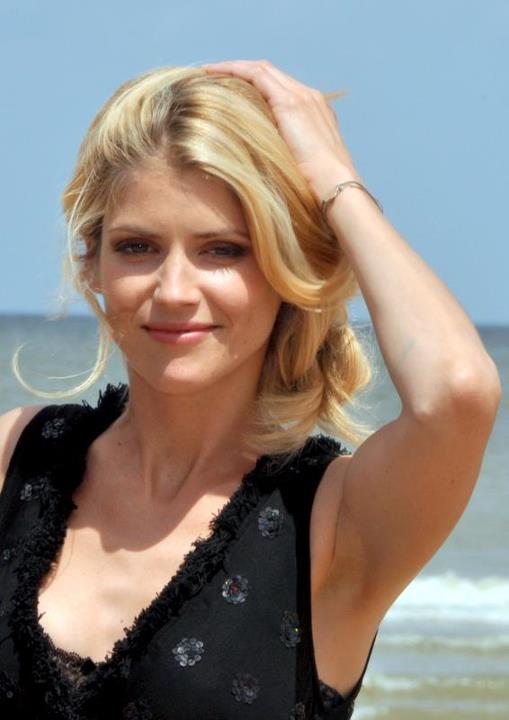
L'actrice principale Alice Taglioni pour la présentation du film au festival du film de Cabourg 2012.

- Julie Martel : La cliente dépressive
- Roman Guisset : Le cambrioleur
- Juliette Kruh : L'assistante d'Alice
- Paul-Edouard Gondard : Achille
- Ariane Kah : La dernière cliente
- Christian Ameri : Le malade
- Khereddine Ennasri : Le coursier
- Raphaël Delouya : Le garçon à la trottinette
- Jean-François Lescurat : Le concierge
- Jean-Jacques Albert : Le directeur de l'hôtel
- David Marsais : Le client fête foraine
- Mohamed Lakhdar : Le Saoudien
- Jérôme Coué : L'homme au portable
- Caroline Gay : La femme au Vélib
- Frédérique Nahmani : La femme aux photos
- Marc Loy : Musicien mariage
- Stéphane Poterlot : Musicien mariage
- Paul Solas : Musicien mariage